# Trasformazione quasistatica
Una trasformazione quasistatica è una trasformazione termodinamica che avviene in modo estremamente lento, in maniera tale che il sistema in esame, passando da uno stato di equilibrio iniziale A ad uno stato di equilibrio finale B, attraversi una successione di infiniti stati di equilibrio, separati tra loro da trasformazioni infinitesime e da variazioni infinitesime delle proprietà del sistema.
N.b. non tutte le trasformazioni quasistatiche sono reversibili.
Soltanto le trasformazioni quasistatiche possono essere rappresentate come linee continue in un diagramma pressione-volume e alla fine solo queste trasformazioni hanno una condizione necessaria allo studio quantitativo della trasformazione. Le trasformazioni reali occupano, nello stesso diagramma, una zona a forma di fuso, di spessore non nullo.
A rigore la trasformazione quasistatica è un'approssimazione utile allo studio delle trasformazioni termodinamiche, ma essa è difficilmente riproducibile nella realtà.
Una successione infinitamente lenta consente di passare da uno stato all'altro e, tramite incrementi infinitesimi, di variare pressione, volume e temperatura. Tutto questo avviene, se la trasformazione è ciclica, con un aumento d'entropia molto piccolo che si assume nullo, in modo graduale e ordinato.
Una trasformazione quasi-statica consente di approssimare una trasformazione reale con una ideale e reversibile, a variazione d'entropia nulla in un ciclo.
La trasformazione quasi-statica considera variazioni di tempo infinitesime, istantanee, e consente di applicare il calcolo infinitesimale e i differenziali alle equazioni termodinamiche, senza variarne il significato fisico.

## Il lavoro di volume nelle trasformazioni quasistatiche
1. Pressione costante: trasformazioni isobare,
{\displaystyle W_{1-2}=\int PdV=P(V_{2}-V_{1})}
2. Volume costante: trasformazioni isocore,
{\displaystyle W_{1-2}=\int PdV=0}
3. Temperatura costante: trasformazioni isoterme,
{\displaystyle W_{1-2}=\int PdV,} dove P varia con V via {\displaystyle \quad PV=P_{1}V_{1}=C}, quindi si ha:
{\displaystyle W_{1-2}=P_{1}V_{1}\ln {\frac {V_{2}}{V_{1}}}}
4. Trasformazioni politropiche,
{\displaystyle W_{1-2}={\frac {P_{1}V_{1}-P_{2}V_{2}}{n-1}}}